# Classificação de Goldschmidt

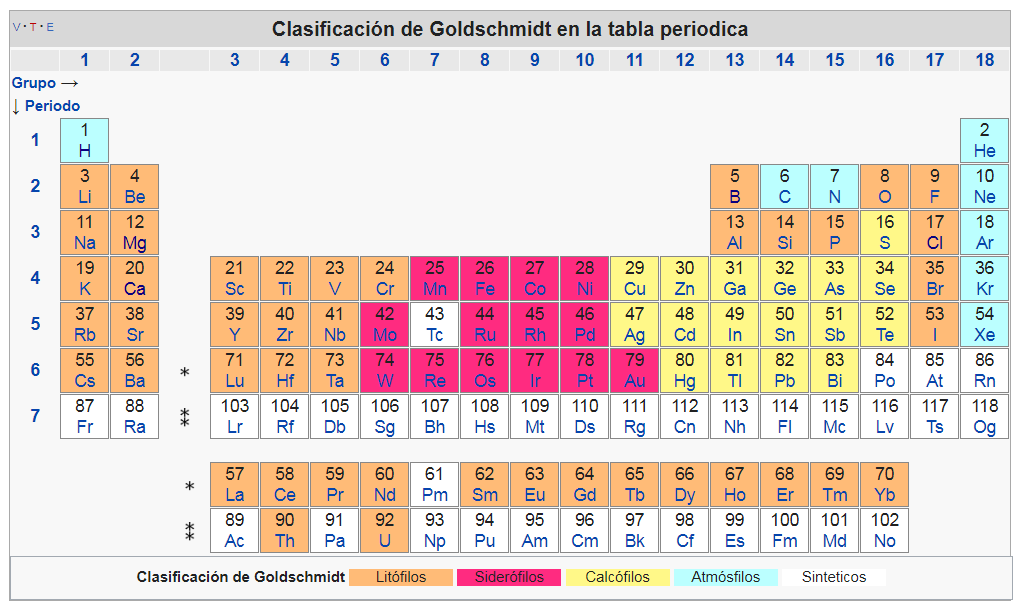
Classificação geoquímica de Goldschmidt

A classificação de Goldschmidt, desenvolvida por Victor Goldschmidt (1888-1947), é uma classificação geoquímica que agrupa os elementos químicos de acordo com suas fases preferidas: siderófilos, calcófilos, litófilos e atmófilos.
- Siderófilos:  São os elementos de transição de alta densidade que tendem a se ligar com o ferro metálico no estado sólido ou fundido. Como mostram maior afinidade pelo ferro do que pelo oxigênio e enxofre são elementos comuns no núcleo terrestre e em meteoritos sideríticos.
- Calcófilos:  São aqueles metais, às vezes conhecidos como "metais pobres", e alguns não-metais pesados,  que apresentam pouca afinidade para o oxigênio, preferindo ligar-se com o enxofre como sulfetos altamente insolúveis. Como apresentam afinidade pela fase sulfídica são encontrados no manto terrestre.
- Litófilos: São principalmente  os elementos altamente reativos dos blocos s e bloco f da tabela periódica. Incluem também um pequeno número de não-metais reativos e os metais mais reativos do bloco d como o titânio, o zircônio e o vanádio.  Como apresentam afinidade pela sílica são encontrados na litosfera (crosta terrestre).
- Atmófilos: São aqueles elementos encontrados principalmente ou exclusivamente no estado gasoso. O hidrogênio da água é classificado como atmófilo mesmo que a água  esteja na forma líquida. Isto porque nenhum hidrogênio existe em compostos sólidos na crosta terrestre.  Devido a maior ou menor volatilidade são encontrados  na atmosfera e hidrosfera.

Alguns elementos apresentam afinidade por mais de uma fase. A principal afinidade de cada elemento  é dada na tabela abaixo (ver legenda):
|             | 1           |             |          |          |          |          |          |          |          |          |          |           |           |           |           |           |           | 18        |  |  |  |  |  |  |  |
| 1           | 1 H         | 2           |          |          |          |          |          |          |          |          |          |           | 13        | 14        | 15        | 16        | 17        | 2 He      |  |  |  |  |  |  |  |
| 2           | 3 Li        | 4 Be        |          |          |          |          |          |          |          |          |          |           | 5 B       | 6 C       | 7 N       | 8 O       | 9 F       | 10 Ne     |  |  |  |  |  |  |  |
| 3           | 11 Na       | 12 Mg       | 3        | 4        | 5        | 6        | 7        | 8        | 9        | 10       | 11       | 12        | 13 Al     | 14 Si     | 15 P      | 16 S      | 17 Cl     | 18 Ar     |  |  |  |  |  |  |  |
| 4           | 19 K        | 20 Ca       | 21 Sc    | 22 Ti    | 23 V     | 24 Cr    | 25 Mn    | 26 Fe    | 27 Co    | 28 Ni    | 29 Cu    | 30 Zn     | 31 Ga     | 32 Ge     | 33 As     | 34 Se     | 35 Br     | 36 Kr     |  |  |  |  |  |  |  |
| 5           | 37 Rb       | 38 Sr       | 39 Y     | 40 Zr    | 41 Nb    | 42 Mo    | (43) Tc  | 44 Ru    | 45 Rh    | 46 Pd    | 47 Ag    | 48 Cd     | 49 In     | 50 Sn     | 51 Sb     | 52 Te     | 53 I      | 54 Xe     |  |  |  |  |  |  |  |
| 6           | 55 Cs       | 56 Ba       | 57-71 -  | 72 Hf    | 73 Ta    | 74 W     | 75 Re    | 76 Os    | 77 Ir    | 78 Pt    | 79 Au    | 80 Hg     | 81 Tl     | 82 Pb     | 83 Bi     | 84 Po     | 85 At     | 86 Rn     |  |  |  |  |  |  |  |
| 7           | 87 Fr       | 88 Ra       | 89-103 - | (104) Rf | (105) Db | (106) Sg | (107) Bh | (108) Hs | (109) Mt | (110) Ds | (111) Rg | (112) Uub | (113) Uut | (114) Uuq | (115) Uup | (116) Uuh | (117) Uus | (118) Uuo |  |  |  |  |  |  |  |
|             |             |             |          |          |          |          |          |          |          |          |          |           |           |           |           |           |           |           |  |  |  |  |  |  |  |
| Lantanídeos | Lantanídeos | Lantanídeos | 57 La    | 58 Ce    | 59 Pr    | 60 Nd    | (61) Pm  | 62 Sm    | 63 Eu    | 64 Gd    | 65 Tb    | 66 Dy     | 67 Ho     | 68 Er     | 69 Tm     | 70 Yb     | 71 Lu     |           |  |  |  |  |  |  |  |
| Actinídeos  | Actinídeos  | Actinídeos  | 89 Ac    | 90 Th    | 91 Pa    | 92 U     | (93) Np  | (94) Pu  | (95) Am  | (96) Cm  | (97) Bk  | (98) Cf   | (99) Es   | (100) Fm  | (101) Md  | (102) No  | (103) Lr  |           |  |  |  |  |  |  |  |

| Litófilo | Siderófilo | Calcófilo | Atmófilo | muito raro |